# Сонэ Арасукэ
Виконт Сонэ Арасукэ (яп. 曾禰荒助 Сонэ Арасукэ); 20 февраля 1849, княжество Тёсю, Сёгунат Токугава, (впоследствии префектура Ямагути) Япония — 13 сентября 1910) — японский государственный деятель, второй генерал-резидент Кореи (1909—1910).

## Биография
Его приемный отец был самураем из рода Хаги. Сражался на стороне императора в войне Босин. После Реставрации Мэйдзи был направлен на обучение во Францию, затем служил в военном министерстве. Затем занимал должность руководителя департамента кабинета министров по печати, секретаря по юридическим вопросам.
В 1890 году занял должность главного секретаря Палаты представителей парламента Японии.
В 1892 году был избран депутатом Палаты представителей и получил в ней должность заместителя председателя.
В 1893 году был назначен послом Японии во Франции, вел переговоры об отмене Неравных договоров.
По возвращении в Японию неоднократно входил в состав правительства страны:
- январь-июнь 1898 г. — министр юстиции в третьем кабинете Ито Хиробуми,
- 1898—1900 гг. — министр сельского хозяйства и торговли во втором кабинете Ямагаты Аритомо,
- 1901—1906 гг. — министр финансов в первом кабинете Кацуры Таро. Одновременно в июне-сентябре 1901 г. исполнял обязанности министра иностранных дел, а в июле-сентябре 1903 г. — министра связи.

Во время русско-японской войны отвечал вместе я рядом дипломатов за получение иностранных кредитов, необходимых для финансирования боевых действий.
В 1900 году императором Мэйдзи был назначен в верхнюю палату Имперского Собрания. Тогда же он вошел в состав Тайного Совета Японии. В 1906 году ему был пожалован титул Кадзоку.
В 1907 года был утвержден заместителем генерал-резидента Кореи Ито Хиробуми, а после отставки Ито с 1909 по 1910 год исполнял обязанности генерал-резидента.
В его честь на острове Эносима в префектуре Канагава памятник.

## Награды и звания
Орден Восходящего Солнца с цветами павловнии I степени.